# Kimberley Zimmermann
Kimberley Zimmermann (Wemmel, 9 novembre 1995) è una tennista belga.

## Carriera
Kimberley Zimmermann ha vinto 2 titoli in singolare e 18 titoli nel doppio nel circuito ITF in carriera. Il 13 maggio 2019 ha raggiunto il best ranking mondiale nel singolare, nr 215; il 6 marzo 2023 ha raggiunto il miglior piazzamento mondiale nel doppio, nr 37.

## Statistiche WTA

### Doppio

#### Vittorie (3)
| Legenda              |
| -------------------- |
| Grande Slam (0)      |
| Ori Olimpici (0)     |
| WTA Finals (0)       |
| WTA Elite Trophy (0) |
| Dal 2021             |
| WTA 1000 (0)         |
| WTA 500 (0)          |
| WTA 250 (3)          |

| N. | Data           | Torneo                           | Superficie  | Compagna       | Avversarie in finale                 | Punteggio           |
| 1. | 25 luglio 2021 | Palermo Ladies Open, Palermo     | Terra rossa | Erin Routliffe | Natela Dzalamidze Kamilla Rachimova  | 7-6(5), 4-6, [10-4] |
| 2. | 24 luglio 2022 | Palermo Ladies Open, Palermo (2) | Terra rossa | Anna Bondár    | Amina Anšba Panna Udvardy            | 6-3, 6-2            |
| 3. | 23 luglio 2023 | Palermo Ladies Open, Palermo (3) | Terra rossa | Jana Sizikova  | Angelica Moratelli Camilla Rosatello | 6-2, 6-4            |

#### Sconfitte (2)
| Legenda              |
| -------------------- |
| Grande Slam (0)      |
| Argenti Olimpici (0) |
| WTA Finals (0)       |
| WTA Elite Trophy (0) |
| Dal 2021             |
| WTA 1000 (0)         |
| WTA 500 (0)          |
| WTA 250 (2)          |

| N. | Data              | Torneo                         | Superficie  | Compagna        | Avversarie in finale                  | Punteggio        |
| 1. | 18 settembre 2021 | Luxembourg Open, Lussemburgo   | Cemento (i) | Erin Routliffe  | Greet Minnen Alison Van Uytvanck      | 3-6, 3-6         |
| 2. | 17 luglio 2022    | Hungarian Grand Prix, Budapest | Terra rossa | Katarzyna Piter | Ekaterine Gorgodze Oksana Kalašnikova | 6-1, 4-6, [6-10] |

## Circuito WTA 125

### Doppio

#### Vittorie (2)
| N. | Data              | Torneo                         | Superficie  | Compagna    | Avversarie in finale             | Punteggio        |
| 1. | 24 settembre 2022 | Budapest Open, Budapest        | Terra rossa | Anna Bondár | Jesika Malečková Renata Voráčová | 6-3, 2-6, [10-5] |
| 2. | 10 agosto 2024    | Hamburg European Open, Amburgo | Terra rossa | Anna Bondár | Arantxa Rus Nina Stojanović      | 5-7, 6-3, [11-9] |

#### Sconfitte (2)
| N. | Data              | Torneo                   | Superficie  | Compagna    | Avversarie in finale              | Punteggio   |
| 1. | 23 settembre 2023 | Parma Ladies Open, Parma | Terra rossa | Anna Bondár | Dalila Jakupović Irina Chromačëva | 2-6, 3-6    |
| 2. | 15 ottobre 2023   | Open de Rouen, Rouen     | Cemento (i) | Anna Bondár | Maia Lumsden Jessika Ponchet      | 3-6, 6(4)-7 |

## Statistiche ITF

### Singolare

#### Vittorie (2)
| Torneo $100.000 (0) |
| Torneo $80.000 (0)  |
| Torneo $75.000 (0)  |
| Torneo $60.000 (0)  |
| Torneo $50.000 (0)  |
| Torneo $25.000 (1)  |
| Torneo $15.000 (0)  |
| Torneo $10.000 (1)  |

| N. | Data           | Torneo                                                       | Superficie  | Avversaria in finale | Punteggio     |
| 1. | 28 agosto 2016 | Servimat Open, Fleurus                                       | Terra rossa | Hélène Scholsen      | 6–2, 6–2      |
| 2. | 27 maggio 2018 | Internazionali Femminili di Tennis Città di Caserta, Caserta | Terra rossa | Stefania Rubini      | 1-6, 7-5, 6–1 |

#### Sconfitte (2)
| Torneo $100.000 (0) |
| Torneo $80.000 (0)  |
| Torneo $75.000 (0)  |
| Torneo $60.000 (1)  |
| Torneo $50.000 (0)  |
| Torneo $25.000 (0)  |
| Torneo $15.000 (0)  |
| Torneo $10.000 (1)  |

| N. | Data             | Torneo                         | Superficie  | Avversaria in finale | Punteggio |
| 1. | 10 luglio 2016   | Iris Ladies Trophy, Bruxelles  | Terra rossa | Ellen Perez          | 2-6, 3-6  |
| 2. | 9 settembre 2018 | Montreux Ladies Open, Montreux | Terra rossa | Iga Świątek          | 2-6, 2-6  |

### Doppio

#### Vittorie (18)
| Torneo $100.000 (0) |
| Torneo $80.000 (2)  |
| Torneo $75.000 (0)  |
| Torneo $60.000 (0)  |
| Torneo $50.000 (0)  |
| Torneo $25.000 (9)  |
| Torneo $15.000 (2)  |
| Torneo $10.000 (5)  |

| N.  | Data              | Torneo                                                    | Superficie      | Compagna             | Avversarie in finale                    | Punteggio           |
| 1.  | 26 maggio 2014    | Tarsus Cup, Tarso                                         | Terra rossa     | Anita Husarić        | Anastasija Pivovarova Melis Sezer       | 6-4, 6-2            |
| 2.  | 16 febbraio 2015  | GD Tennis Academy, Adalia                                 | Terra rossa     | Anita Husarić        | Başak Eraydın Verena Meliss             | 6–0, 6–3            |
| 3.  | 30 marzo 2015     | Forte Village International Tournament, Pula              | Terra rossa     | Claudia Giovine      | Irina Maria Bara Lilla Barzó            | 7–6(4), 6–3         |
| 4.  | 20 settembre 2015 | Forte Village International Tournament, Pula              | Terra rossa     | Nina Stadler         | Alice Balducci Camilla Scala            | 6-0, 6-1            |
| 5.  | 7 febbraio 2016   | AEGON Pro Series Glasgow, Glasgow                         | Cemento (i)     | Nina Stadler         | Fatma Al-Nabhani Anna Zaja              | 6-2, 7–6(7)         |
| 6.  | 26 marzo 2017     | Open du Havre, Le Havre                                   | Terra rossa (i) | Elyne Boeykens       | Fatma Al-Nabhani Diana Negreanu         | 7–6(5), 6–3         |
| 7.  | 19 maggio 2017    | Rising Star Tour, Båstad                                  | Terra rossa     | An-Sophie Mestach    | Ilona Kramen' Cornelia Lister           | 4–6, 6–2, [10–5]    |
| 8.  | 30 giugno 2017    | Open GDF SUEZ du Périgord, Périgueux                      | Terra rossa     | Camilla Rosatello    | Manon Arcangioli Shérazad Reix          | 6–4, 6–3            |
| 9.  | 21 luglio 2019    | Open GDF SUEZ de Biarritz, Biarritz                       | Terra rossa     | Manon Arcangioli     | Victoria Rodríguez Ioana Loredana Roșca | 2–6, 6–3, [10–6]    |
| 10. | 10 agosto 2019    | Flanders Ladies Trophy Koksijde, Koksijde                 | Terra rossa     | Lara Salden          | Suzan Lamens Anna Pribjlova             | 6-1, 6(3)-7, [11-9] |
| 11. | 9 novembre 2019   | Pepperdine Oracle Pro Series, Malibù                      | Cemento         | Dalma Gálfi          | Lorraine M. Guillermo Anna Hertel       | 7-6(5), 6-3         |
| 12. | 18 gennaio 2020   | Daytona Beach Open, Daytona Beach                         | Terra verde     | Dalma Gálfi          | Paula Ormaechea Prarthana Thombare      | 7-6(4), 6-2         |
| 13. | 22 febbraio 2020  | AEGON Pro Series Glasgow, Glasgow                         | Cemento (i)     | Myrtille Georges     | Lara Salden Clara Tauson                | 7–6(2), 7–6(5)      |
| 14. | 7 novembre 2020   | Internazionali Tennis Val Gardena Südtirol, Ortisei       | Cemento (i)     | Suzan Lamens         | Federica Di Sarra Anastasia Kulikova    | 3–6, 6–4, [11–9]    |
| 15. | 21 novembre 2020  | Open Gran Canaria Nosolotenis, Las Palmas de Gran Canaria | Terra rossa     | Lara Salden          | Suzan Lamens Eva Vedder                 | 6-1, 6-3            |
| 16. | 12 febbraio 2021  | Open GDF Suez De L'Isere, Grenoble                        | Cemento (i)     | Ioana Loredana Roșca | Arianne Hartono Yuriko Lily Miyazaki    | 6–1, 7–5            |
| 17. | 8 maggio 2021     | I. ČLTK Prague Open, Praga                                | Terra rossa     | Anna Bondár          | Xenia Knoll Elena-Gabriela Ruse         | 7-6(5), 6-2         |
| 18. | 9 aprile 2022     | Oeiras Ladies Open, Oeiras                                | Terra rossa     | Katarzyna Piter      | Katharina Gerlach Natalija Stevanović   | 6-1, 6-1            |

#### Sconfitte (22)
| Torneo $100.000 (1) |
| Torneo $80.000 (1)  |
| Torneo $75.000 (0)  |
| Torneo $60.000 (2)  |
| Torneo $50.000 (0)  |
| Torneo $25.000 (5)  |
| Torneo $15.000 (1)  |
| Torneo $10.000 (12) |

| N.  | Data              | Torneo                                                                                   | Superficie      | Compagna          | Avversarie in finale                    | Punteggio        |
| 1.  | 6 agosto 2011     | Rebecq Ladies Trophy, Rebecq                                                             | Cemento         | Marie Benoît      | Kim Kilsdonk Nicolette van Uitert       | 2–6, 2–6         |
| 2.  | 10 agosto 2013    | Flanders Ladies Trophy Koksijde, Koksijde                                                | Terra rossa     | Marie Benoît      | Magali Kempen Nicky van Dyck            | 3–6, 6(3)–7      |
| 3.  | 21 ottobre 2013   | GD Tennis Cup, Adalia                                                                    | Terra rossa     | Marie Benoît      | Quirine Lemoine Gabriela van de Graaf   | 3–6, 6–0, [7–10] |
| 4.  | 1º dicembre 2013  | GD Tennis Cup, Adalia                                                                    | Terra rossa     | Anita Husarić     | Natalija Kostić Karin Morgošová         | 6(2)–7, 4–6      |
| 5.  | 26 aprile 2014    | Heraklion Hellenic Zeus Circuit, Heraklion                                               | Cemento         | Marie Benoît      | Polina Lejkina Despina Papamichail      | 2–6, 2–6         |
| 6.  | 20 settembre 2014 | Forte Village International Tournament, Pula                                             | Terra rossa     | Marie Benoît      | Alce Balducci Georgia Brescia           | 6–3, 0–6, [5–10] |
| 7.  | 27 settembre 2014 | Forte Village International Tournament, Pula                                             | Terra rossa     | Marie Benoît      | Verena Hofer Martina Pratesi            | 4–6, 5–7         |
| 8.  | 4 ottobre 2014    | Forte Village International Tournament, Pula                                             | Terra rossa     | Marie Benoît      | Anna Klasen Charlotte Klasen            | 3–6, 6–4, [8–10] |
| 9.  | 6 aprile 2015     | Forte Village International Tournament, Pula                                             | Terra rossa     | Margot Yerolymos  | Irina Maria Bara Oana Georgeta Simion   | 5-7, 4-6         |
| 10. | 11 luglio 2015    | Knokke Zoute Ladies Open, Knokke                                                         | Terra rossa     | Sally Peers       | Elyne Boeykens Kelly Versteeg           | 2–6, 4–6         |
| 11. | 12 settembre 2015 | Forte Village International Tournament, Pula                                             | Terra rossa     | Nina Stadler      | Despina Papamichail Carla Touly         | 3–6, 4–6         |
| 12. | 12 marzo 2016     | Internationaux D'Amiens, Amiens                                                          | Terra rossa (i) | Alice Bacquié     | Giorgia Barbieri Giorgia Marchetti      | 3–6, 4–6         |
| 13. | 1º aprile 2016    | Bahrain Women's Circuit, Manama                                                          | Cemento         | Katharina Hering  | Anna Kalinskaja Tereza Mihalíková       | 5-7, 3-6         |
| 14. | 21 gennaio 2017   | Internationaler Württembergische Hallenmeisterschaften um den Südwestbank-Cup, Stoccarda | Cemento (i)     | Anita Husarić     | Miriam Kolodziejová Markéta Vondroušová | 6(3)-7, 5-7      |
| 15. | 10 giugno 2017    | Bredeney Ladies Open, Essen                                                              | Terra rossa     | Anita Husarić     | Carolin Daniels Lidzija Marozava        | 1–6, 4–6         |
| 16. | 27 gennaio 2018   | Open GDF SUEZ 42, Andrézieux-Bouthéon                                                    | Cemento (i)     | Camilla Rosatello | Ysaline Bonaventure Bibiane Schoofs     | 6-4, 5-7, [7-10] |
| 17. | 28 luglio 2018    | Advantage Cars Praga Open, Praga                                                         | Terra rossa     | Bibiane Schoofs   | Cornelia Lister Nina Stojanović         | 2-6, 6-3, [8-10] |
| 18. | 17 agosto 2019    | Disa Las Palmas de Gran Canaria, Las Palmas de Gran Canaria                              | Terra rossa     | Manon Arcangioli  | Marina Bassols Ribera Feng Shuo         | 3–6, 1-6         |
| 19. | 12 ottobre 2019   | Open Feminin 50, Cherbourg-en-Cotentin                                                   | Cemento (i)     | Myrtille Georges  | Naomi Broady Samantha Murray Sharan     | 3-6, 2-6         |
| 20. | 16 gennaio 2021   | Tennis Future Hamburg, Amburgo                                                           | Cemento (i)     | Amandine Hesse    | Anna Bondár Tereza Mihalíková           | 4-6, 4-6         |
| 21. | 15 maggio 2021    | Open International Féminin Midi-Pyrénées Saint-Gaudens Comminges, Saint-Gaudens          | Terra rossa     | Eden Silva        | Estelle Cascino Jessika Ponchet         | 6-0, 5-7, [7-10] |
| 22. | 11 luglio 2021    | Grand Est Open 88, Contrexéville                                                         | Terra rossa     | Dalma Gálfi       | Anna Danilina Ulrikke Eikeri            | 0-6, 6-1, [4-10] |